# دوري الرغبي الأمريكي الممتاز
دوري الرغبي الأمريكي الممتاز هو دوري اتحاد الرغبي للمحترفين يتكون من أفضل فرق أمريكا الجنوبية.بدأ الدوري رسمياً في 29 نوفمبر 2019.